# 邢衡高速公路
邢台-衡水高速公路（简称邢衡高速，冀高速编号S30），是位于河北省的一条连接邢台市及衡水市的高速公路，全长167公里。位于邢台市及衡水市辖区内，途经信都区、襄都区、任泽区、巨鹿县、新河县、南宫市、冀州区、桃城区、深州区。另设衡水南绕城段。
邢衡高速始于邢台市信都区，与邢汾高速相连，止于衡水市桃城区大麻森乡，连接 大广高速，于2016年12月28日全线通车。
邢衡高速另设衡水南绕城段，全长18.7公里，与 大广高速相连，于2014年12月28日通车。
1. ↑  . 长城网. 凤凰网. 2016-12-28  [2020-10-08]. （原始内容存档于2020-10-11）.